# Meaghan Martin
Meaghan Jette Martin (Las Vegas, 17 febbraio 1992) è un'attrice, cantante e doppiatrice statunitense.

## Biografia
Meaghan Jette Martin nasce a Las Vegas da madre californiana e padre italiano originario di Piove di Sacco, in Veneto. Ha due fratelli, Zachary e Sean, e una sorella, Rebecca.
Inizia a fare la modella a cinque anni, debutta in teatro a Los Angeles a 13 anni e appare in numerose produzioni teatrali a Las Vegas come Peter Pan. Inoltre ha partecipato a delle pubblicità per Cabbage Patch Kids e Barbie.

## Carriera
Il suo debutto in televisione come attrice è nel 2006 nel pilot Cooking Rocks! cui seguono ruoli da guest star in Just Jordan, Close to Home - Giustizia ad ogni costo e Zack e Cody al Grand Hotel nell'episodio Sleepover Suite, dove interpreta Stacey, una ragazzina che deve festeggiare il suo compleanno.
Viene scelta nel 2008 come antagonista principale nel ruolo di Tess Tyler nel film di Disney Channel Camp Rock, nel quale recitano anche Demi Lovato e i Jonas Brothers. Lo stesso anno, compare nella classifica di TV Guide "13 Hottest Young Stars to Watch" ed è la presentatrice dei Disney Channel Games. Dal 2007 presta inoltre la voce a Naminé nei videogiochi di Kingdom Hearts al posto di Brittany Snow che non rientrerà nella serie.
Dopo un episodio in Dr. House - Medical Division tra il 2009 e il 2010, interpreta il ruolo di Bianca Stratford nel serial statunitense 10 cose che odio di te basato sull'omonimo film del 1999. Al cinema lavora nei due film indipendenti Dear Lemon Lima - Il diario di Vanessa e Privileged.
Martin ha cantato una versione di "When You Wish Upon a Star" nel 2009 per il 70º anniversario di Pinocchio della Disney, ed appare nel relativo brano musicale; compare anche nel video della canzone di Demi Lovato Remember December assieme ad altre ragazze di Camp Rock come Chloe Bridges, Anna Maria Perez de Tagle e Jasmine Richards. Sempre nel 2009 ha realizzato il suo primo singolo, Hate You.
Nel 2010 torna nel ruolo di Tess Tyler nel seguito di Camp Rock, Camp Rock 2: The Final Jam, al fianco di Matthew Finley, con il quale ha registrato "Walkin' in My Shoes" e "Tear It Down". Il film viene trasmesso il 3 settembre da Disney Channel e vince il People's Choice Award come film più guardato in TV. Ha anche registrato una versione della canzone di Olivia Newton-John "Magic" per la colonna sonora de "I maghi di Waverly". Meaghan Martin ha collaborato con Build-A-Bear Workshop per il loro movimento "Love.Hugs.Peace". Per la campagna pubblicitaria, ha registrato una versione speciale di "Let's talk about Love".
Nel 2011 è Jo nel sequel del film Mean Girls: Mean Girls 2 dove recita assieme a Diego Boneta, Jennifer Stone e Maiara Walsh. Le riprese del film sono iniziate il 3 luglio 2010 in Atlanta e sono terminate il 31 luglio 2010. Infatti Meaghan non ha partecipato al tour di Camp Rock dato che stava girando Mean Girls 2.
Interpreta Aubrey, una giovane popstar, nel film Sironia insieme ad Amy Acker; è inoltre Wendy nella rivisitazione di Peter Pan di soli sei episodi, nella quale recita insieme a Tyler Blackburn e che debutta su macys.com il 15 settembre 2011. Appare anche nel video musicale di Tyler Blackburn "Save Me" tratto dalla webserie.
Nel 2012 è Jenna nella serie The Wedding Band ed entra nel cast dei film Truck Stop, successivamente intitolato "Safelight" assieme a Juno Temple e Geography Club diretto da Gary Entin. Nello stesso anno interpreta Melanie, una ragazza in fin di vita, nel film Una madre non proprio... perfetta di Richard Gabai insieme ad Helen Slater e Lesli Kay, in onda l'8 giugno su Lifetime. Nel 2012 appare inoltre nel video musicale dei Midnight Mirage: Bad For You.
Dal 2013 è Julie nella terza stagione di Diario di una nerd superstar. È nel cast della commedia scritta dal sedicenne Jeremy Lin, Senior Project assieme a Vanessa Marano, Margaret Cho, Sterling Beaumon e Kyle Massey. Ha un ruolo ricorrente nella terza stagione di Melissa & Joey dove interpreta la nuova compagna di stanza di Zander. Si è diplomata presso la Royal Academy of Dramatic Art a Londra.
Nel 2015 ha doppiato e interpretato il personaggio di Jessica nel videogioco Until Dawn.

## Filmografia

### Cinema
- Dear Lemon Lima - Il diario di Vanessa (Dear Lemon Lima), regia di Suzi Yoonessi (2009)
- Privileged, regia di Jonah Salander (2010)
- Mean Girls 2, regia di Melanie Mayron (2011)
- Sironia, regia di Brandon Dickerson (2012)
- Geography Club, regia di Gary Entin (2013)
- Senior Project, regia di Jeremy Lin (2014)
- Time Does Not Pass, regia di Marco Schleicher (2014)
- Safelight, regia di Tony Aloupis (2015)
- Journey, regia di Christopher Rodriguez (2016)
- Wives of the Landed Gentry, regia di Bradley Porter (2019)
- Bad News, regia di Markus Meedt (2020)
- Unstable Bitches, regia di Bradley Porter (2020)
- Before Seven, regia di Austin e Westin Ray (2021)

### Televisione
- Cooking Rocks! – serie TV, episodio 1x01 (2006)
- Just Jordan – serie TV, episodio 1x04 (2007)
- Close to Home - Giustizia ad ogni costo (Close to Home) – serie TV, episodio 2x21 (2007)
- Zack e Cody al Grand Hotel (The Suite Life of Zack and Cody) – serie TV, episodio 3x07 (2007)
- Camp Rock, regia di Matthew Diamond – film TV (2008)
- Holly and Hal Moose: Our Uplifting Christmas Adventure, regia di David B. Miller e William J. Tomlinson film TV (2008) – voce
- Dr. House - Medical Division (House M.D.) – serie TV, episodio 5x11 (2008)
- Living the Dream – serie TV (2008-2010)
- 10 cose che odio di te (10 Things I Hate About You) – serie TV, 20 episodi (2009-2010)
- Camp Rock 2: The Final Jam, regia di Paul Hoen – film TV (2010)
- Wendy: Never Say Never – webserie, 6 webisodi (2011)
- Mean Girls 2, regia di Melanie Mayron – film TV (2011)
- The Wedding Band – serie TV, 10 episodi (2012)
- Una madre non proprio... perfetta (The Good Mother), regia di Richard Gabai – film TV (2013)
- Diario di una nerd superstar (Awkward) – serie TV, 12 episodi (2013)
- The Coppertop Flop Show – serie TV, 2 episodi (2013)
- Melissa & Joey – serie TV, 2 episodi (2014)
- Jessie – serie TV, episodio 4x14 (2015)

### Videoclip
- When You Wish Upon A Star (2009)
- I Want You To Want Me (KSM) (2009)
- Let's Talk About Love (2009)
- Remember December (Demi Lovato) (2010)
- Save Me (Tyler Blackburn dalla serie Wendy) (2011)
- Bad For You (Midnight Mirage) (2012)

### Videogiochi
- Kingdom Hearts Re:Chain of Memories (2008)
- Kingdom Hearts 358/2 Days (2009)
- Kingdom Hearts Birth by Sleep (2010)
- Kingdom Hearts Coded (2011)
- Kingdom Hearts HD 1.5 Remix (2013)
- Until Dawn (2015)
- Kingdom Hearts III (2019)
- Stellar Blade[15]

## Discografia

### Singoli
- I Won't Be Seeing You Again (2008)
- Let's Talk About Love (2009)
- When You Wish Upon A Star (2009)
- Hate You (2010)

### Colonne sonore
- Too Cool (2008)
- Camp Rock (2008)
- 2 Stars (2008)
- Wizards of Waverly Place Soundtrack (2009)
- Walkin' In My Shoes (Con Matthew Finley (2010)
- Camp Rock 2: The Final Jam (2010)
- Tear It Down (Con Matthew Finley (2010)
- Its On (2010)

## Riconoscimenti
- Young Artist Award 2008 – Miglior attrice tv per Camp Rock
- Kids' Choice Award 2008 – Candidatura per la miglior canzone per Camp Rock
- Young Artist Award 2010 – Candidatura come miglior attrice non protagonista per 10 cose che odio di te
- Los Angeles Film Festival 2009 – Outstanding Performance per Dear Lemon Lima - Il diario di Vanessa
- Kids' Choice Award 2011 – Miglior canzone per Camp Rock 2: The Final Jam
- Family Television Awards 2014 – Miglior attrice non protagonista per Una madre non proprio... perfetta

## Doppiatrici italiane
Nelle versioni in italiano dei suoi film, Meaghan Jette Martin è stata doppiata da:
- Deborah Morese in Until Dawn
- Giulia Franceschetti in Camp Rock, Camp Rock 2: The Final Jam.
- Veronica Puccio in Mean Girls 2 e Melissa & Joey
- Alessia Amendola in 10 cose che odio di te
- Letizia Ciampa in Dear Lemon Lima - Il diario di Vanessa
- Chiara Oliviero in Una madre non proprio... perfetta e Wendy
- Alessandra Sani in Stellar Blade[15]